# 费利克斯·奥热-阿利亚西姆
费利克斯·奥热-阿利亚西姆（法語：Félix Auger-Aliassime，2000年8月8日—），加拿大男子職業網球運動員。他在魁北克市郊區的安西安娜-洛雷特長大。他的父親來自多哥，母親來自魁北克。他的姐姐同樣從事網球運動。

## 外部連結
- 费利克斯·奥热-阿利亚西姆（英文/西班牙文）的官方資料
- 费利克斯·奥热-阿利亚西姆的官方资料